# Silvio Polloni
Silvio Polloni (Firenze, 14 gennaio 1888 – Firenze, 18 maggio 1972) è stato un pittore e disegnatore italiano.
È stato uno dei protagonisti della pittura fiorentina del Novecento ed è ricordato come "il pittore della Bellariva".

## Biografia
Figlio di un artigiano decoratore, fu mandato giovanissimo a fare il "ragazzo di bottega" da un doratore artigiano amico di famiglia. Nel frattempo frequentò l'Istituto d'Arte fino agli studi superiori e la Scuola Libera del Nudo dell'Accademia di Belle Arti. Mobilitato nel 1915 per la prima guerra mondiale, al rientro in città si dedicò per qualche anno alla musica e al canto per concentrarsi poi definitivamente, dal 1924, sulla pittura. Nel 1928 partecipa alla XVI edizione della Esposizione Internazionale Biennale d'Arte della Città di Venezia esponendovi "Paese toscano - Dintorni di Firenze" ed è ancora presente alla XVII edizione del 1930 con "Il torrente Mensola", alla XVIII edizione del 1932 con "Bagnetti sull'Arno" e "Inverno sull'Arno", alla XIX del 1934 con "Paese toscano", "Neve sulla città", "Pomeriggio d'autunno" e "Stradina toscana" ed infine alla XX del 1936 con "Casa rossa", "Giorno grigio" e "Vecchio molino sull'Arno". È presente a cinque edizioni della Mostra Quadriennale d'Arte Nazionale al Palazzo delle Esposizioni di Roma, dalla prima edizione del 1931, ove espone "Alberi del torrente", seguito da "Passaggio a livello", "Giovinetta seduta" e "Sull'Arno" (II Edizione, 1934) fino alla V edizione del 1948 . Dal 1933 al 1943 partecipa alle edizioni della Mostra del Sindacato Fascista di Belle Arti tenute a Firenze.  
Come ha scritto Armando Nocentini "Polloni ha saputo cantare ed esaltare la bellezza della sua terra, l'incanto di una campagna ferace, dell'Arno che la solca e della vita semplice che vi si svolge ...". "Partito da un tipo di pittura vicino alla tradizione dei macchiaioli toscani, la integra con suggestioni di derivazione impressionista; in seguito, le sue composizioni assumono una propria originalità, fatta di colori vividi ma sempre misurati, di tratti precisi, di ampie superfici. Soggetti ricorrenti nella sua figurazione sono paesaggi, figure, nature morte. L'ultima produzione è incentrata su vedute dell'Arno, rappresentato con lirica espressività e intensa partecipazione emotiva."
Fu attivo anche come ceramista e poeta e membro della "Antica Compagnia del Paiolo" che raggruppa i maggiori rappresentanti dell'arte fiorentina. Fu anche Pittore Accademico Aggregato e Pittore Accademico Corrispondente dell'Accademia delle arti del disegno. 
Le sue opere compaiono in numerose collezioni d'arte pubbliche e private, fra cui la Galleria d'Arte Moderna di Palazzo Pitti e la Galleria degli Uffizi a Firenze, la Galleria Nazionale d'Arte Moderna e Contemporanea di Roma, il Museo di Firenze com'era, la collezione dell'Accademia di belle arti di Firenze, la Galleria Civica d'Arte Moderna e Contemporanea di Latina, la Galleria del Premio Suzzara (MN), il Montecatini Contemporary Art di Montecatini Terme, Le Musée national d’archéologie, d’histoire et d’art (Luxembourg).

## Esposizioni
- Esposizione internazionale d'arte di Venezia | Biennale di Venezia (Venezia, 1928, 1930, 1932, 1934, 1936)
- Esposizione Internazionale d'arte, Palau Nacional (Barcellona, Spagna, 1929)
- Raccolta di Opere in pittura dell’ottocento, Galleria Ciardiello (Firenze, 1930)
- Pittori e scultori toscani d'oggi, Galleria d'Arte G. Cavalensi & G. Botti (Firenze, 1931)
- Quadriennale di Roma (Roma, 1931, 1935, 1939, 1943, 1948)
- Italian Art Exhibit, Biblioteca Civica di Birmingham (Birmingham - AL, Stati Uniti d'America 1931)
- Esposizione d’Arte, Palazzo delle Terme, Montecatini (1932)
- I Mostra del Sindacato Nazionale Fascista di Belle Arti, Palazzo del Parterre di S. Gallo (Firenze) (1933)
- Premio nazionale di pittura "Castellammare di Stabia" (Castellammare di Stabia, 1934)
- VI Esposizione d'Arte del Sindacato Interproviciale Fascista Belle Arti della Campania (Napoli, maggio-luglio 1935)
- Mostra d'arte italiana (Budapest, ottobre 1935)
- IX Mostra d’Arte del Sindacato Fascista Belle Arti  (Pisa, 1938-1939)
- Concorso Premio Livorno di pittura e scultura, Stabilimento Acque della salute (Livorno 1939)
- Mostra di artisti toscani organizzata dal Comitato della Settimana cesenate, Biblioteca Malatestiana (Cesena, 3 - 24 settembre 1939)
- Personale di Silvio Polloni, Società Dante Alighieri (Firenze, 1940-1941)
- Premio nazionale Versilia per opere di paesaggio, Teatro Puccini (Viareggio, 1942)
- Esposizione di Artisti Toscani Coontemporanei, Kunsthalle (Düsseldorf, Germania 1942)
- Rassegna Nazionale delle Arti Figurative Quadriennale di Roma | V Quadriennale (Roma, 1948)
- Silvio Polloni, Galleria d'arte Delfino (Rovereto, 1948)
- Mostra personale di Silvio Polloni, Circolo degli artisti  (Firenze, novembre 1952)
- Mostra del Disegno Italiano d'Arte Contemporanea degli Uffizi, Loggiato degli Uffizi, Compagnia del Paiolo (Firenze, luglio 1952)
- V Mostra d'Arte all'aperto in Piazza Donatello (V Mostra d'Arte Gruppo Donatello), (Firenze, 1953)
- V Mostra Nazionale Premio del Fiorino, Galleria dell'Accademia (Firenze, 1954)
- Mostra del Disegno Italiano d'Arte Contemporanea, Loggiato degli Uffizi, Compagnia del Paiolo (Firenze, giugno 1954)
- VI Mostra Nazionale Premio del Fiorino, Galleria dell'Accademia (Firenze, 1955)
- Mostra personale del pittore Silvio Polloni, Accademia delle arti del disegno  (Firenze, febbraio/marzo 1956)
- VII Mostra Nazionale Premio del Fiorino, Galleria dell'Accademia (Firenze, 1956)
- XX Biennale Nazionale di Milano, Palazzo della Permanente (Milano 1957)
- Emilio Ambron e Silvio Polloni, Galleria d'Arte Spinetti (Firenze, maggio 1957)
- XI Premio Suzzara (Suzzara, 1958)
- Premio Città di Cantù - Concorso nazionale pittura e scultura nell'arredamento (Cantù, 20 settembre 1958 - 26 ottobre 1958)
- Gruppo Donatello, IX Mostra d'arte all'aperto (Firenze, 1961)
- Quinta mostra biennale italiana di arte sacra per la casa, Angelicum (Milano, 1961)
- XIII Mostra Nazionale Premio del Fiorino, Palazzo Strozzi (Firenze, 1962)
- XVI Mostra Nazionale Premio del Fiorino, Palazzo Strozzi (Firenze, 1965)
- IV Mostra Nazionale di Arte Sacra, Santuario N.M. del Buon Consiglio (Torre del Greco, 1967)
- Mostra antologica del Pittore Silvio Polloni, Accademia delle Arti del Disegno (Firenze, 1968)
- Personale di Silvio Polloni, Galleria d'Arte De Rosa (Milano, 1970)
- 6a rassegna regionale d'arte contemporanea: pittura, scultura e grafica di artisti operanti in Toscana, con la partecipazione di scultori jugoslavi (Santa Margherita Ligure, 12 Luglio-5 Agosto 1970)
- Mostra dei pittori Gianfranco Antoni, Manuel Barbato, Alberto Daliana, Silvio Polloni, Galleria d'arte Il Centro (Pavia, 1971)
- Omaggio a Silvio Polloni, Galleria il Mirteto (Firenze, 1975)
- Autoritratti del Novecento per gli Uffizi, Museo degli Uffizi (Firenze, 1981–1983)
- Disegni nella collezione dell'Accademia di belle arti di Firenze, Accademia di belle arti di Firenze (Firenze, 1984)
- Le Collezioni Del Novecento, 1915-1945: Presentazione Antologica, Galleria d'Arte Moderna di Palazzo Pitti (Firenze, 1986-1987)
- Firenze fra le due guerre - La pittura, Palazzo Strozzi (Firenze, 1990)
- Il Novecento in Toscana 1924-1934, a cura di Corrado Marsan, Biblioteca civica M.A. Martini (Scandicci (Fi), 1990)
- Personale di Silvio Polloni, Galleria dei Benci (Firenze, 2000)
- Sul crinale: Aspetti del disegno in Toscana verso gli anni '30, Galleria Open Art (Prato, 2001)
- Firenze del Novecento. Gli interni e la città, a cura di Chiara Toti, Galleria d'Arte Moderna di Palazzo Pitti (Firenze, 2003)
- "Retrospettive" della Quadriennale di Roma, Galleria Nazionale d'Arte Moderna (Roma, 2003)
- L'Arno e i barchetti, Mostra collettiva , Circolo “Renato Murri” di Ellera (Fiesole (Fi), 2005)
- Arte in Maremma nella prima metà del Novecento, Grosseto, varie sedi (26 novembre 2005 - 29 gennaio 2006)
- Terre d'Arno. Paesaggi e cultura nella pittura italiana tra fine Seicento e metà Novecento, Palazzo Mediceo di Serravezza (Serravezza (Lu), 2008)
- Il Novecento: Contemporary Italian Artists, Lewis Elton Gallery (Guilford, Inghilterra, 2011)
- High Lights, Da Joan Mirò a Ben Eine - La collezione MO.C.A. in 200 opere, MOntecatini Contemporary Art, Montecatini Terme (17 aprile 2014 - 2 novembre 2014)
- Linea continua - Incontro d’artisti: Renato Natali, Silvio Polloni, Ferruccio Rontini, Nino Tirinnanzi e Michela Mangani, Embassy Gallery, Rimini (3 - 25 agosto 2017)
- Disegno in segno – da Otto e Novecento alle nuove acquisizioni, MOntecatini Contemporary Art, Montecatini Terme (5 giugno 2021 - 29 agosto 2021)
- Toscana, dai Macchiaioli al Novecento, MAON Museo d’Arte dell’Otto e Novecento, Rende (CS) (23 giugno 2023 - 30 settembre 2023)
- Gli ebrei, i Medici e il Ghetto di Firenze, a cura di Piergabriele Mancuso, Alice S. Legé e Sefy Hendler (The Medici Archive Project), Palazzo Pitti (Firenze, 24 ottobre 2023 - 28 gennaio 2024)